# Гамбела (місто)
Гамбела (амх. ጋምቤላ) — місто на заході Ефіопії, у регіоні Гамбела.

## Географія
Місто розташоване у місці злиття річки Баро та її притоки, річки Джаджаба, на висоті 514 м над рівнем моря. Недалеко від міста розташована національний парк Гамбела.

### Клімат
Місто знаходиться у зоні, котра характеризується кліматом тропічних саван. Найтепліший місяць — березень із середньою температурою 29.3 °C (84.7 °F). Найхолодніший місяць — липень, із середньою температурою 25.5 °С (77.9 °F).
| Клімат Гамбели          | Клімат Гамбели | Клімат Гамбели | Клімат Гамбели | Клімат Гамбели | Клімат Гамбели | Клімат Гамбели | Клімат Гамбели | Клімат Гамбели | Клімат Гамбели | Клімат Гамбели | Клімат Гамбели | Клімат Гамбели | Клімат Гамбели |
| Показник                | Січ.           | Лют.           | Бер.           | Квіт.          | Трав.          | Черв.          | Лип.           | Серп.          | Вер.           | Жовт.          | Лист.          | Груд.          | Рік            |
| Середня температура, °C | 26,7           | 28             | 29,3           | 29,2           | 27,8           | 26,4           | 25,5           | 25,5           | 26             | 26,8           | 26,5           | 26,3           | 27             |
| Норма опадів, мм        | 6.5            | 10.1           | 29.6           | 62.6           | 148.1          | 160.8          | 230.3          | 228            | 158.9          | 107.8          | 50.6           | 11.6           | 1204.9         |
| Днів з опадами          | 1              | 1,7            | 3,2            | 5              | 7,5            | 10,3           | 11,9           | 13,2           | 10,1           | 5,6            | 2              | 0,7            | 72,2           |
| Вологість повітря, %    | 35.5           | 32.3           | 36.2           | 45.8           | 59.2           | 66.1           | 72.6           | 74.4           | 71.8           | 68             | 51.8           | 41.2           | 54.6           |
| ----------------------- | -------------- | -------------- | -------------- | -------------- | -------------- | -------------- | -------------- | -------------- | -------------- | -------------- | -------------- | -------------- | -------------- |
| Джерело: Weatherbase    |                |                |                |                |                |                |                |                |                |                |                |                |                |

## Населення
За даними Центрального статистичного агентства, на 2007 рік населення міста становить 39 022 особи, з них 20 790 чоловіків і 18 232 жінки. 57,04% населення — протестанти; 30,39% — послідовники ефіопської православної церкви; 9% — мусульмани і 4,08% — католики.
За даними перепису 1994 населення Гамбели налічувало 18 263 особи, з них 9852 чоловіки і 8411 жінок. Національний склад на той період був наступним: ануак (33,8%); оромо (26,1%); амхарці (14%) нуери (10,4%); тиграї (6,5%); камбата (4,3%) й інші народності (4,9%).

## Транспорт
За 17 км на південь від міста розташовано аеропорт Гамбела.